# アルベルト・コロンボ
アルベルト・コロンボ（Alberto Colombo, 1946年2月23日 - 2024年1月7日）は、イタリア出身のレーシングドライバー。

## 経歴
1974年にイタリアF3のチャンピオンを獲得。その後は主にヨーロッパF2選手権に参戦していた。
1978年、コロンボはヨーロッパF2選手権に出場する傍ら、ジャン＝ピエール・ジャリエに代わってATSからF1ベルギーグランプリとスペイングランプリの2戦エントリーした。しかしどちらも予選を通過することはできず、ケケ・ロズベルグに交代させられた。
同シーズン後半にはメルザリオからイタリアGPにエントリーしたが、マシンの戦闘力の低さもあって予備予選すら通過することができず、その後は再びヨーロッパF2選手権に活動の軸を戻し、1980年まで同シリーズに出場した。
2024年1月7日に死去。78歳没。

## F1での年度別成績
| 年     | 所属チーム   | シャシー | 1   | 2   | 3   | 4   | 5   | 6       | 7       | 8   | 9   | 10  | 11  | 12  | 13  | 14       | 15  | 16  | WDC       | ポイント |
| ------ | ------------ | -------- | --- | --- | --- | --- | --- | ------- | ------- | --- | --- | --- | --- | --- | --- | -------- | --- | --- | --------- | -------- |
| 1978年 | ATS          | HS1      | ARG | BRA | RSA | USW | MON | BEL DNQ | ESP DNQ | SWE | FRA | GBR | GER | AUT | NED |          |     |     | NC (42位) | 0        |
| 1978年 | メルツァリオ | A1       |     |     |     |     |     |         |         |     |     |     |     |     |     | ITA DNPQ | USA | CAN | NC (42位) | 0        |

(key)